# Aloe occidentalis
Aloe occidentalis ist eine Pflanzenart der Gattung der Aloen in der Unterfamilie der Affodillgewächse (Asphodeloideae). Das Artepitheton occidentalis stammt aus dem Lateinischen, bedeutet ‚westlich‘ und verweist auf das Verbreitungsgebiet im Westen von Madagaskar.

## Beschreibung

### Vegetative Merkmale
Aloe occidentalis wächst stammlos oder stammbildend und einfach. Die aufrechten Stämme erreichen eine Länge von bis zu 100 Zentimeter und sind 6 bis 10 Zentimeter dick. Die lanzettlich verschmälerten Laubblätter bilden eine dichte Rosette. Die grünlich gelbe Blattspreite ist 80 bis 100 Zentimeter lang und 10 bis 12 Zentimeter breit. Die grünlich weißen Zähne am Blattrand sind 4 Millimeter lang und stehen 6 bis 25 Millimeter voneinander entfernt.

### Blütenstände und Blüten
Der Blütenstand ist einfach oder weist drei bis fünf Zweige auf. Die ziemlich dichten, zylindrisch-konischen  Trauben sind 12 bis 26 Zentimeter lang. Die dreieckig-spitzen Brakteen weisen eine Länge von 3 bis 4 Millimeter auf. Die purpurfarbenen bis scharlachroten, grün gespitzten Blüten stehen an 5 bis 10 Millimeter langen Blütenstielen. Sie sind 26 bis 30 Millimeter lang und an ihrer Basis gerundet. Oberhalb des Fruchtknotens sind die Blüten sehr leicht verengt und schließlich zur Mündung leicht erweitert. Ihre äußeren Perigonblätter sind auf einer Länge von 5 bis 6 Millimetern nicht miteinander verwachsen. Die Staubblätter und der Griffel ragen kaum aus der Blüte heraus.

### Früchte
Die Früchte sind kugelförmige Beeren.

## Systematik und Verbreitung
Aloe occidentalis ist im Westen von Madagaskar auf Sand, Kalkstein oder Basaltfelsen in laubabwerfendem Trockenwald, meist im Schatten, verbreitet.
Die Erstbeschreibung als Lomatophyllum occidentale durch Henri Perrier de La Bâthie wurde 1926 veröffentlicht. Leonard Eric Newton und Gordon Douglas Rowley stellten die Art 1996 in die Gattung Aloe.

## Nachweise